# Шельфовий льодовик Мак-Мердо
78° пд. ш. 167° сх. д. / 78° пд. ш. 167° сх. д.

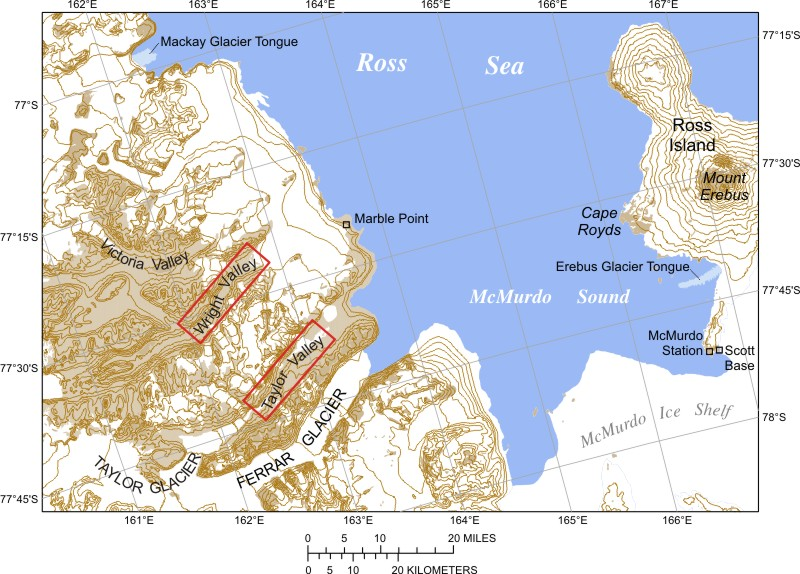
Протока і шельфовий льодовик Мак-Мердо

Шельфовий льодовик Мак-Мердо — частина шельфового льодовика Росса, обмежена на півночі протокою Мак-Мердо і островом Росса, а з південного боку — скелею Мінни. Дослідження показують, що ця місцевість має зовсім відмінні характеристики від іншої частини льодовика Росса і може мати власну назву. A. Гейне, який провів дослідження в 1962—1963 роках, запропонував виділити область, обмежену островом Росса, Чорним островом і Білим островом. Однак Консультативний комітет з питань антарктичних назв (US-ACAN) розширив область на півдні до стрімчака Мінни .
У березні 2010 року, опустивши фотокамеру на 182 метри вглиб шельфового льодовика Мак-Мердо, вчені виявили там живого амфіпода Lyssianasid.